# Ocala
Ocala és una població dels Estats Units, seu del comtat de Marion, a l'estat de Florida. Segons el cens del 2007 tenia 53.491 habitants.

## Demografia
Segons el cens del 2013, Ocala tenia 57,468 habitants, 18.646 habitatges, i 11.280 famílies. La densitat de població era de 459,2 habitants/km².
Per edats la població es repartia de la següent manera: un 23,2% tenia menys de 18 anys, un 9,3% entre 18 i 24, un 26,2% entre 25 i 44, un 20,9% de 45 a 60 i un 20,4% 65 anys o més.
L'edat mediana era de 39 anys. Per cada 100 dones de 18 o més anys hi havia 85,5 homes.
La renda mediana per habitatge era de 30.888 $ i la renda mediana per família de 38.190 $. Els homes tenien una renda mediana de 29.739 $ mentre que les dones 24.367 $. La renda per capita de la població era de 18.021 $. Entorn del 13,2% de les famílies i el 18,1% de la població estaven per davall del llindar de pobresa.

## Poblacions més properes
El següent diagrama mostra les poblacions més properes.